# Fernando Collor de Mello

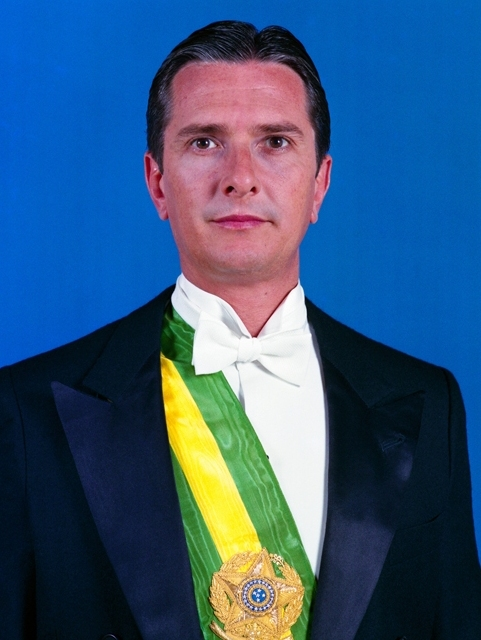
Offizielles Porträt (1992)

Fernando Affonso Collor de Mello [feʁˈnɐ̃du ɐˈfõsu ˈkɔloʁ dʒi ˈmɛlu] (* 12. August 1949 in Rio de Janeiro) ist ein brasilianischer Politiker. Er war vom 15. März 1990 bis zu seinem Rücktritt am 29. Dezember 1992 Präsident Brasiliens. Seine politische Karriere begann er, als er vom 1. Januar 1979 bis zum 1. Januar 1983 der 57. Stadtpräfekt (Bürgermeister) der Stadt Maceió war. Der damalige Gouverneur hatte ihn ernannt. Vom 1. Februar 1983 bis 1. Februar 1987 vertrat er Alagoas als Bundesabgeordneter in der Abgeordnetenkammer des Nationalkongresses. Er kandidierte bei den Wahlen in Brasilien 1986 erfolgreich für den Gouverneursposten und war vom 15. März 1987 bis zum 14. Mai 1989 der 55. Gouverneur von Alagoas. Von 2007 bis 2023 war er Senator für Alagoas. 2023 wurde er wegen Korruption und Geldwäsche zu acht Jahren und zehn Monaten Haft verurteilt. Collor ging gegen dieses Urteil in Berufung. Diese wurde im April 2025 abgelehnt und er wurde verhaftet (siehe unten).

## Präsidentschaft
Am 17. Dezember 1989 gewann Collor de Mello die Stichwahl um das Präsidentenamt mit 35,1 zu 31,1 Millionen Stimmen (53 % zu 47 %) gegen den Gewerkschafter und späteren Präsidenten Luiz Inácio Lula da Silva. Am 15. März übernahm er die Amtsgeschäfte vom scheidenden Präsidenten José Sarney und wurde in der Hauptstadt Brasília als 32. Präsident der Föderativen Republik Brasilien vereidigt.
Damit war Collor de Mello Brasiliens erster demokratisch gewählter Präsident seit 29 Jahren. Die ersten Monate seiner Amtszeit verbrachte er mit der Bekämpfung der Inflation, die zeitweise 25 Prozent monatlich erreichte. Noch am Tag seiner Amtseinführung lancierte er mit seiner Finanzministerin Zélia Cardoso de Mello den „Collor-Plan“. Die Hyperinflation versuchte er mit radikalen Mitteln zu bekämpfen: Er beschlagnahmte alles, was die Menschen gespart hatten, unter dem Motto „Kein Geld, keine Inflation“ – ein Konzept, das nicht funktionierte.

### Korruptionsvorwürfe und Amtsenthebungsverfahren
Im Jahr 1992 wurde Collor de Mello von seinem Bruder Pedro der Korruption bezichtigt. Dies führte zu Untersuchungen durch den Kongress und die Presse. Beweise für Bestechlichkeit und Veruntreuung von Staatsgeldern verdichteten sich; es kam zu Massendemonstrationen und Unruhen in den großen Städten Brasiliens.
Am 29. September 1992 stimmte die Abgeordnetenkammer mit 441 zu 38 Stimmen für seine Absetzung. Laut brasilianischer Verfassung wurden seine Amtsbefugnisse für die Dauer von 180 Tagen aufgehoben und Vizepräsident Itamar Franco übernahm seine Amtsgeschäfte.

### Rücktritt und Urteil
Am 29. Dezember 1992 trat Collor vom Amt des Staatspräsidenten zurück. Verfassungsgemäß wurde noch am selben Tag der seit dem 2. Oktober geschäftsführende Präsident Itamar Franco vor dem Kongress vereidigt.
Im Dezember 1994 sprach der Oberste Gerichtshof Collor von allen Korruptionsvorwürfen frei; er blieb aber für acht Jahre von öffentlichen Ämtern ausgeschlossen.

## Leben nach der Präsidentschaft

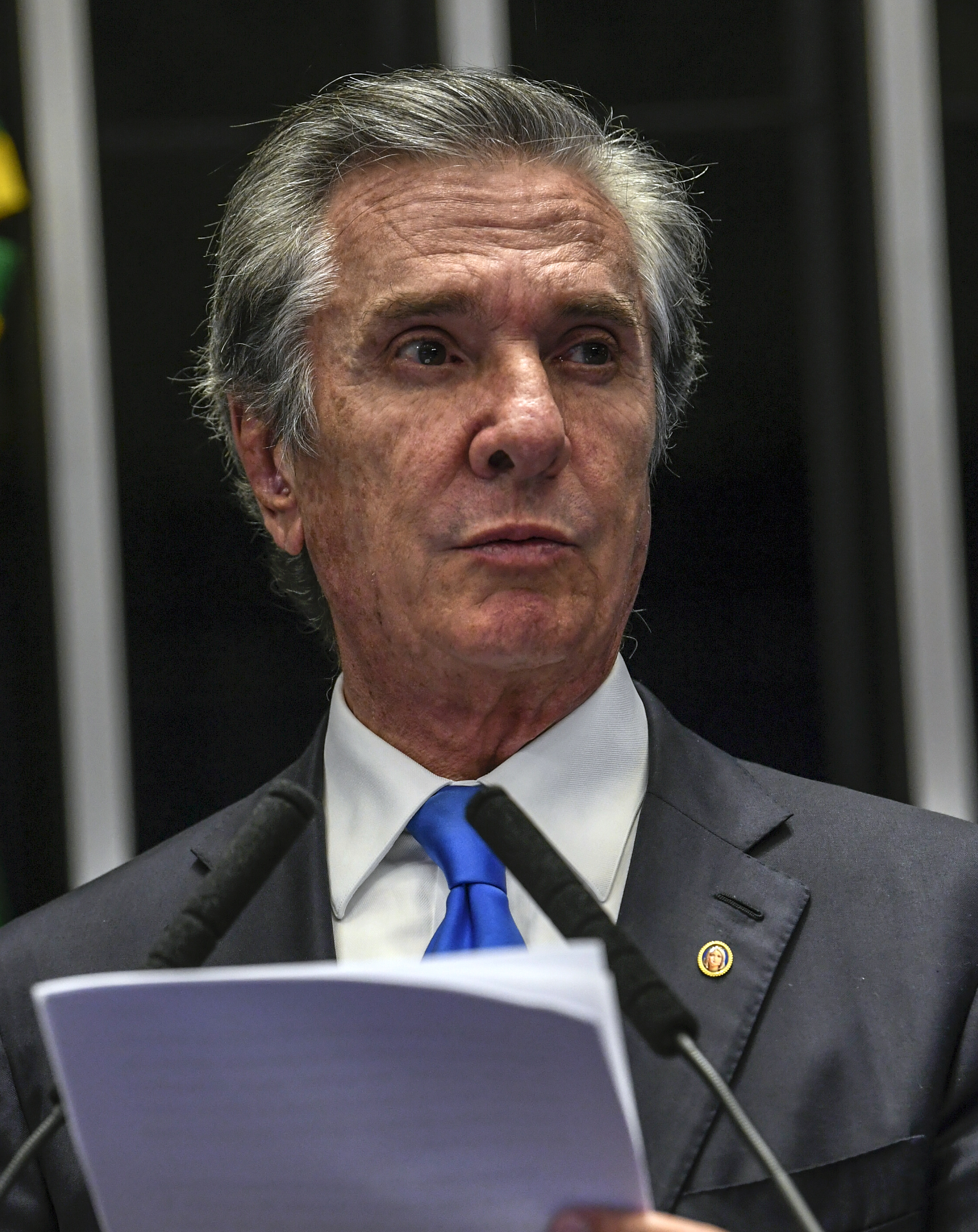
Fernando Collor de Mello (2019)

Fernando Collor kandidierte erfolglos für das Bürgermeisteramt der Stadt São Paulo. Ebenso kandidierte er im Jahr 2002 erfolglos für das Gouverneursamt in seinem Heimatstaat Alagoas. Im Jahr 2006 setzte er sich bei den Wahlen zum brasilianischen Senat in seinem Heimatstaat Alagoas mit 44 Prozent der Stimmen gegen den Ex-Gouverneur Ronaldo Lessa durch und war von 2007 bis 2023 Senator. Bei den Wahlen zum Amt des Gouverneurs des Staates Alagoas am 3. Oktober 2010 erhielt er den dritthöchsten Stimmenanteil und kam nicht die Stichwahl.
Im Rahmen der Operation Lava Jato wurde Fernando Collor im März 2015 in die Liste der verdächtigen Personen aufgenommen. Die brasilianische Bundespolizei beschlagnahmte im gleichen Jahr in seiner Residenz Casa da Dinda in Brasília mehrere Luxusautos der Marken Ferrari, Porsche und Lamborghini. 2023 wurde er wegen Korruption und Geldwäsche zu acht Jahren und zehn Monaten Haft verurteilt. Er soll als Senator zwischen 2010 und 2014 Bestechungsgelder in Höhe von 20 Millionen Reais (heute umgerechnet 3,1 Millionen Euro) für die Vermittlung von Aufträgen zwischen einem Bauunternehmen und dem halbstaatlichen Energieriesen Petrobras erhalten haben. Nach der Abweisung seiner Berufung im April 2025 ordnete das Oberste Gericht seine sofortige Festnahme an, worauf er am 25. April 2025 verhaftet wurde.